# Unabhängigkeitsreferendum in Chuuk

Flagge von Chuuk

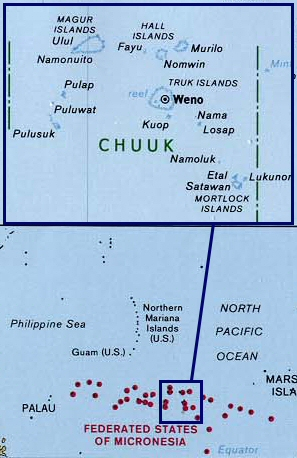
Lage von Chuuk in den Föderierten Staaten von Mikronesien

Das Unabhängigkeitsreferendum in Chuuk sollte zuletzt am 5. März 2019 stattfinden. Es wurde Ende Februar 2019 zunächst auf unbestimmte Zeit verschoben. Im März 2019 wurde der März 2020 als geplanter Monat für das Referendum genannt. Im März 2020 wurde es auf das Jahr 2022 verschoben und sollte dann 2023 stattfinden. Es wurde bis Juni 2024 nicht durchgeführt.
In diesem Referendum sollen die Einwohner des Bundesstaates Chuuk in den Föderierten Staaten von Mikronesien über ihre staatliche Unabhängigkeit abstimmen. Das Unabhängigkeitsreferendum sollte ursprünglich bereits am 5. März 2015 stattfinden.

## Hintergrund
Die Legislative von Chuuk hat von der Staatskommission des Bundesstaates einen Bericht zum Status des Staates angefordert. Während dieser verschiedene Möglichkeiten aufzeigt, haben sich außer der Unabhängigkeit alle anderen als „nicht durchführbar, unrealistisch und unmöglich“ herausgestellt. Die Möglichkeit, ein Außengebiet der Vereinigten Staaten von Amerika zu werden, wurde mit dem Hinweis auf die politische Kontrolle abgelehnt.
Ende Februar 2015 hatte der Gouverneur von Chuuk, Johnson Elimo, das Referendum verschoben, da weitere Konsultationen notwendig seien.
Der damalige mikronesische Staatspräsident Manny Mori hat eine Unabhängigkeit von Chuuk mit Hinweis auf die Verfassung, die eine Abspaltung ausschließt, abgelehnt. Die Kommission hingegen beruft sich auf internationales Recht und einen Fall ähnlich dem des Kosovos.